# Alojzij Štrekelj
Alojzij Štrekelj, kmetijski strokovnjak, deželni in državni poslanec, * 3. januar 1857, Komen, † 30. marec 1939, Biograd na Moru.
Alojzij Štrekelj se je rodil 3. januarja 1857 v Komnu vinogradniku Andreju in njegovi ženi Mariji, rojeni Pavlica. Bil je bratranec kmetijskega strokovnjaka Josipa Štreklja. Osnovno šolo je obiskoval v domačem kraju, nižjo realko in srednjo kmetijsko šolo pa v Gorici (1868–1875). Na Dunaju je obiskoval specializacijski tečaj za sviloprejstvo (1875–1880), nato pa še dopolnilni tečaj za vinogradništvo v Klosterneuburgu (1885–1890). 
Sprva je deloval kot potovalni učitelj za sviloprejstvo in vinogradništvo pri deželnem odboru v Gorici (1875–1880), po pustošenju trtne uši pa je postal eden izmed vodilnih strokovnjakov za obnovo vinogradov na Primorskem, v Istri, Dalmaciji in Hercegovini. Nazadnje je upravljal in vodil obnovo posestva Sokoluša Vrana pri Biogradu na Moru. Po upokojitvi je do smrti ostal na svojem posestvu v Biogradu. 
Na družbeno-političnem področju je deloval kot član raznih društev, npr. pri Sokolu. Kljub odsotnosti z Goriške je bil leta 1901 izvoljen v goriški deželni zbor, 1907 pa še v državni zbor.